# 호보

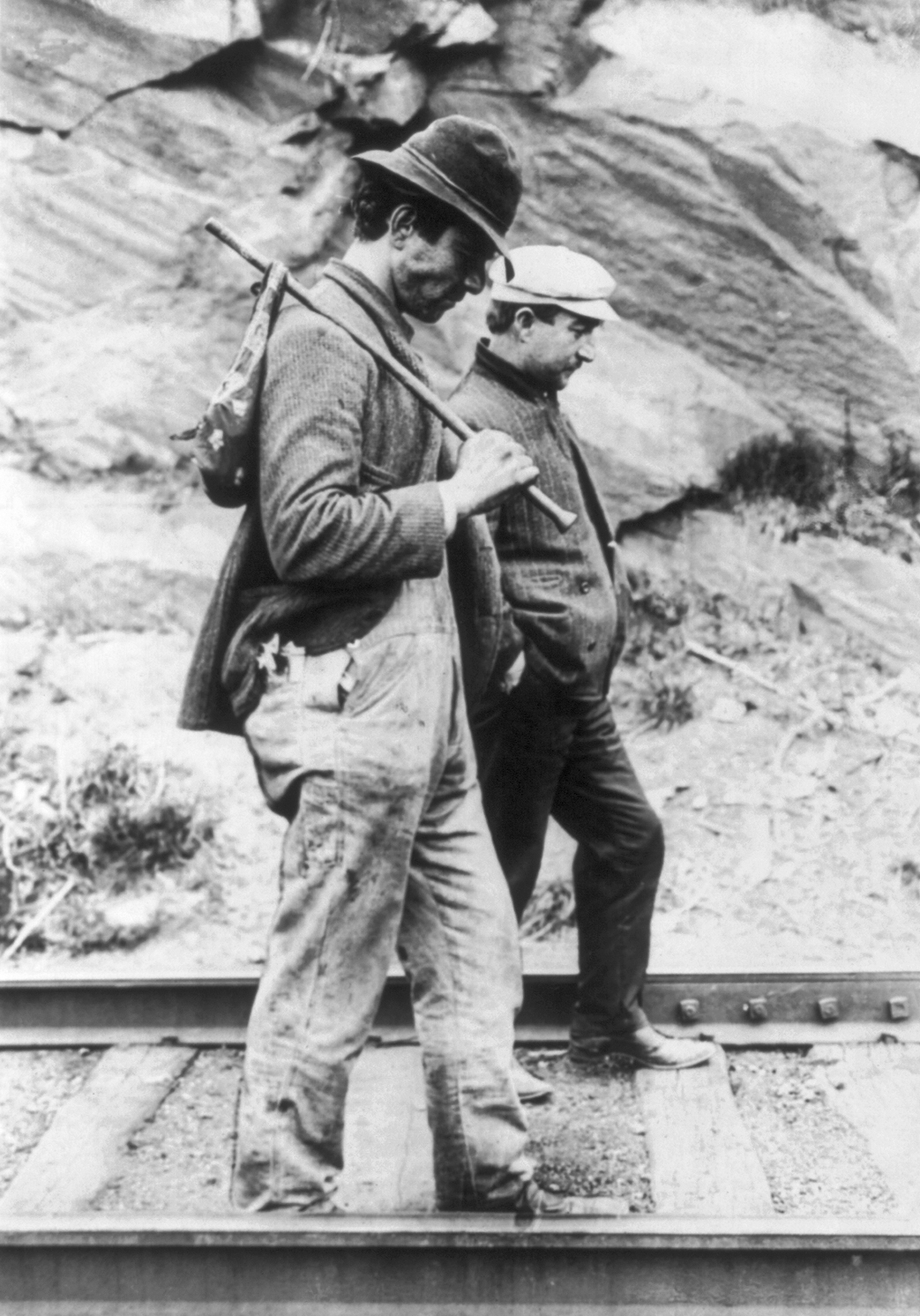
분들을 메고 기차에서 내린 두 명의 호보가 철도 트랙을 따라 걷고 있다(c. 1880년대1930년대)

호보(Hobo)는 미국의 이주노동자이다. 호보, 트램프, 부랑자는 일반적으로 관련이 있지만 구별되는 것으로 간주된다. 호보는 여행하며 일할 의지가 있고, 트램프는 여행하지만 가능하다면 일을 피하며, 부랑자는 여행도 일도 하지 않는다.

## 어원
이 용어의 기원은 알려져 있지 않다. 어원학자 아나톨리 리버만에 따르면, 그 기원에 대해 확실한 유일한 세부 사항은 1890년경 미국 영어에서 이 단어가 처음 발견되었다는 것이다. 이 용어는 또한 1889년 미국 서부 – 아마도 미국 북서부 – 에서, 그리고 1888년에 사용된 것으로 알려져 있다. 리버만은 많은 민간어원이 "왜 이 단어가 90년대 초 (바로 그때) 캘리포니아 (바로 거기)에서 널리 알려지게 되었는가?"라는 질문에 답하지 못한다고 지적한다. 작가 토드 드파스티노는 "괭이-소년"(농장 일꾼)이나 "이봐, 소년"이라는 인사말에서 유래했을 가능성을 언급하지만, 그는 이것들이 설득력 있다고 생각하지 않는다. 빌 브라이슨은 《메이드 인 아메리카》(1998)에서 이 단어가 철도 인사말인 "Ho, beau!"나 "homeward bound"의 음절 약어에서 유래했을 수 있다고 제안한다. 또한 "노숙자 소년" 또는 "노숙자 보헤미안"이라는 단어에서 유래했을 수도 있다. H. L. 멘켄은 그의 《미국어》(4판, 1937)에서 다음과 같이 썼다.
트램프와 호보는 흔히 한 묶음으로 취급되지만, 그들 자신은 명확히 구분된다. 호보 또는 보(bo)는 단순히 이동 노동자이다. 그는 긴 휴가를 가질 수도 있지만, 조만간 다시 일한다. 트램프는 피할 수 있다면 결코 일하지 않는다. 그는 단순히 여행한다. 이들보다 더 낮은 것은 부랑자인데, 그는 경찰에 의해 움직일 필요가 있을 때를 제외하고는 일도 여행도 하지 않는다.

## 역사

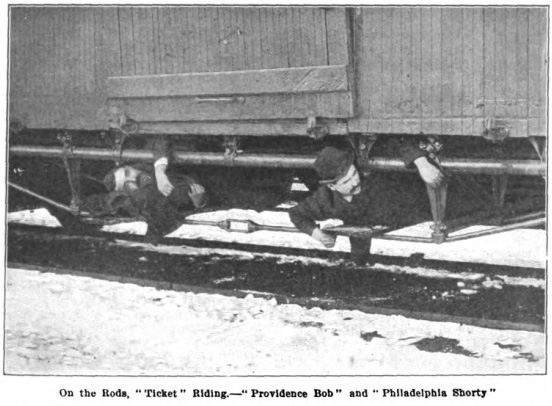
1894년 화물 열차 아래에 타고 있는 두 남자

모든 사회에 떠돌이들이 있었지만, 이 용어는 화물 열차에 뛰어들어 무료로, 비록 불법이지만, 여행하는 것이 가능해진 철도가 널리 보급된 후에야 일반화되었다. 1860년대 남북 전쟁이 끝난 후, 많은 제대 군인들이 고향으로 돌아가면서 화물 열차에 뛰어들기 시작했다. 일자리를 찾던 다른 사람들은 19세기 후반에 화물 열차를 타고 서부 프런티어를 따라 이동했다.
1906년, 라야 샤피 교수는 철저한 연구 끝에 미국 내 트램프의 수를 약 50만 명(당시 미국 인구의 약 0.6%)으로 추정했다. 그의 기사 "트램프들이 국가에 끼치는 비용"은 1911년 뉴욕 텔레그래프에 실렸는데, 이때 그는 그 수가 70만 명으로 급증했다고 추정했다.
호보의 수는 1930년대 대공황 시기에 크게 증가했다. 집에는 일자리도 전망도 없었기 때문에 많은 사람들이 화물 열차를 타고 다른 곳에서 운을 시험하기로 결정했다.
호보의 삶은 위험했다. 떠돌이 생활을 하고, 가난하고, 집과 지원으로부터 멀리 떨어진 호보들은 또한 많은 열차 승무원과 "황소"라고 불리는 철도경찰의 적대감에 직면했는데, 그들은 종종 무단 침입자들을 폭력적으로 대했다. 《슈퍼 트램프의 자서전》의 저자인 영국 시인 윌리엄 헨리 데이비스는 열차에 뛰어들다가 바퀴 아래로 떨어져 발을 잃었다. 객차 사이에 갇히기 쉬웠고, 추운 날씨에는 얼어 죽을 수도 있었다. 냉동차가 제빙 공장에서 적재될 때, 안에 있던 호보는 죽을 가능성이 높았다.
제2차 세계 대전이 끝날 무렵, 철도는 증기 기관차에서 디젤 기관차로 전환하기 시작했는데, 이는 더 빠른 속도와 덜 빈번한 정차로 인해 화물 열차에 뛰어들기가 더 어려워졌다. 이는 전후 번영과 함께 호보의 수 감소로 이어졌다. 1970년대와 1980년대에는 베트남 전쟁에서 돌아온 퇴역 군인들이 호보의 수를 늘렸다. 이들 중 상당수는 정착된 사회에 환멸을 느꼈다. 전반적으로, 이동하는 잉여 노동력에 대한 국가 경제적 수요는 시간이 지남에 따라 감소하여 호보의 수가 줄어들었다.

## 문화

### 1940년대까지 사용된 표현
호보들은 특히 그들 사이에서 생겨난 독특한 은어로 유명했다. 몇 가지 예는 다음과 같다.
| 호보 용어               | 설명                                                                                                |
| ----------------------- | --------------------------------------------------------------------------------------------------- |
| 편의 차량               | 기차의 차장차                                                                                       |
| 안젤리나                | 어리고 경험 없는 아이                                                                               |
| 나쁜 길                 | 호보의 나쁜 행동이나 범죄로 인해 쓸모없게 된 기차 노선                                              |
| 밴조                    | (1) 작은 휴대용 프라이팬; (2) 일반적으로 석탄을 퍼 올리는 데 사용되는 짧고 "D"자형 손잡이가 달린 삽 |
| 따개비                  | 1년 이상 한 가지 직업에 붙어 있는 사람                                                              |
| 비치코머                | 부두나 항구 주변을 배회하는 호보                                                                    |
| 큰 집                   | 교도소                                                                                              |
| 번들 스틱               | 천에 싸서 막대기에 묶은 소지품 묶음                                                                 |
| 번들스티프              | 번들을 가지고 다니는 호보                                                                           |
| 블로우드-인-더-글라스   | 진정하고 신뢰할 수 있는 사람                                                                        |
| '보                     | 한 호보가 다른 호보를 지칭하는 일반적인 방법: "작년 봄 뱅고어 가는 길에 그 '보를 만났어."           |
| 보일업                  | 구체적으로는 옷을 삶아 이와 그 알을 죽이는 것; 일반적으로는 가능한 한 자신을 깨끗하게 하는 것       |
| 뼈 광택제               | 사나운 개                                                                                           |
| 뼈 과수원               | 묘지                                                                                                |
| 불                      | 철도 경찰관                                                                                         |
| 총알                    | 두류                                                                                                |
| 벅                      | 1달러를 줄 수 있는 가톨릭 사제                                                                      |
| 버거                    | 오늘의 점심                                                                                         |
| C, H, D                 | 개인이 "춥고(Cold), 배고프고(Hungry), 목마른(Dry)" 상태임을 나타냄                                  |
| 캘리포니아 담요         | 공원 벤치에서 침구로 사용될 신문                                                                    |
| 콜링 인                 | 다른 사람의 캠프파이어를 이용하여 몸을 녹이거나 요리하는 것                                         |
| 캐논볼                  | 빠른 기차                                                                                           |
| 배너 들고 다니기        | 게으름을 피우거나 얼어 죽는 것을 피하기 위해 끊임없이 움직이는 것                                   |
| 서쪽으로 가는 것을 잡다 | 죽다                                                                                                |
| 더미 던지기             | 기절한 척하다                                                                                       |
| 쿠티스                  | 몸 이                                                                                               |
| 달로 덮기               | 야외에서 자다                                                                                       |
| 소 우리                 | 철도 가축 운송 차량                                                                                 |
| 부스러기                | 이                                                                                                  |
| 도칸도베리              | 강둑에서 자라는 모든 식용 가능한 것                                                                 |
| 도긴 잇                 | 버스로 여행하는 것, 특히 그레이하운드 버스 노선                                                     |
| 쉬운 먹잇감             | 음식과 하룻밤 묵을 곳을 얻을 수 있는 사람이나 장소를 식별하는 호보 기호나 표시                      |
| 고양된                  | 마약이나 알코올에 취한 상태                                                                         |
| 플립                    | 움직이는 기차에 오르다                                                                              |
| 플롭                    | 잠잘 곳, 더 나아가 "플롭하우스"는 저렴한 호텔                                                       |
| 기쁜 옷                 | 가장 좋은 옷                                                                                        |
| 그레이백스              | 이                                                                                                  |
| 트랙에 기름칠하기       | 기차에 치여 죽다                                                                                    |
| 검프                    | 닭                                                                                                  |
| 허니 디핑               | 하수구에서 삽으로 일하기                                                                            |
| 뜨거운                  | (1) 탈주범 호보; (2) 뜨겁거나 괜찮은 식사: "따뜻한 것과 잠자리가 필요해"                            |
| 핫샷                    | 우선 순위 화물을 실은 기차, 거의 정차하지 않고 더 빠르게 간다; "캐논볼"의 동의어                    |
| 정글                    | 철도에서 떨어진 호보들이 야영하고 모이는 지역                                                       |
| 정글 버자드             | 동료를 잡아먹는 호보 또는 트램프                                                                    |
| 지식 버스               | 쉼터로 사용되는 통학 버스                                                                           |
| 메이브                  | 어린 호보, 보통 소녀                                                                                |
| 메인 드래그             | 마을에서 가장 번화한 길                                                                             |
| 모니커 / 모니카         | 별명                                                                                                |
| 멀리건 스튜             | 여러 호보들이 가지고 있거나 모을 수 있는 음식을 합쳐 만든 일종의 커뮤니티 스튜                      |
| 니켈 노트               | 5달러 지폐                                                                                          |
| 비행 중                 | 움직이는 기차에 뛰어들기                                                                            |
| 발로 걷기               | 도보로 여행하다                                                                                     |
| 포섬 배꼽               | 여객차 지붕을 타고 가다 (날아가지 않기 위해 납작하게 엎드려야 함)                                   |
| 풀먼                    | 철도 침대차; 대부분은 한때 조지 풀먼 회사에서 제작되었다                                            |
| 펑크                    | 어린아이                                                                                            |
| 리퍼                    | 압축 또는 "냉동차"                                                                                  |
| 로드 키드               | 길의 방식을 배우기 위해 나이 많은 호보의 견습생이 된 어린 호보                                      |
| 로드 스테이크           | 비상시에 호보가 보관할 수 있는 소량의 예비 자금                                                     |
| 럼 덤                   | 술고래                                                                                              |
| 스카이 파일럿           | 설교자 또는 목사                                                                                    |
| 수프 그릇               | 수프, 빵, 음료를 얻을 수 있는 곳                                                                    |
| 스나입스                | 담배 꽁초를 "스나이핑"하는 것 (예: 재떨이나 인도에서)                                               |
| 여분의 비스킷           | 쓰레기통에서 음식을 찾는 것                                                                         |
| 줄기                    | 거리에서 동냥하거나 구걸하는 것                                                                     |
| 토케이 담요             | 몸을 따뜻하게 하기 위해 술을 마시는 것                                                              |
| 예그                    | 떠돌이 전문 도둑 또는 강도                                                                          |

"큰 집", "기쁜 옷", "메인 드래그" 등 많은 호보 용어가 일반적인 언어의 일부가 되었다.

### 호보 표식과 그래피티

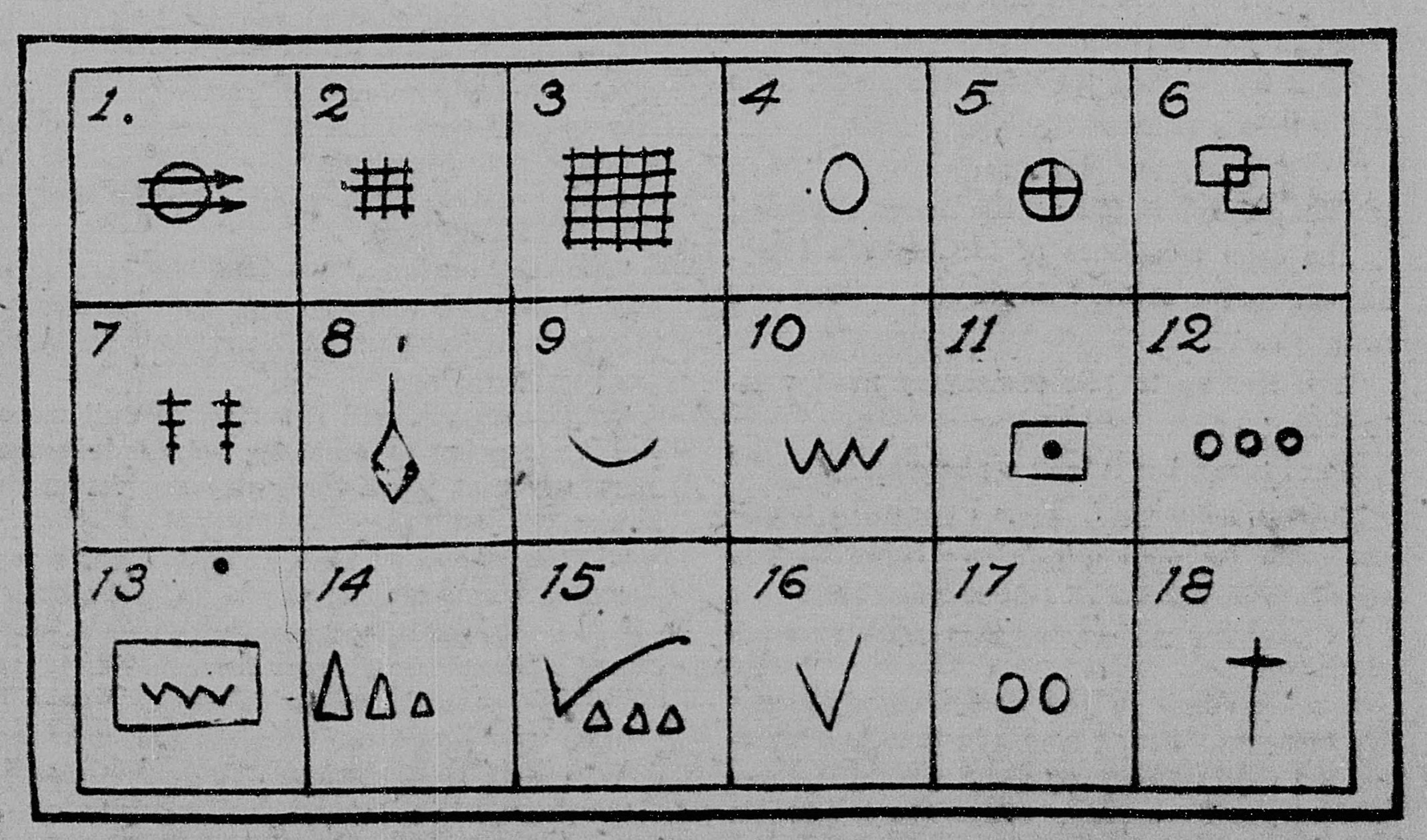
1920년대 프랑스에서 사용되었다고 추정되는 전통적인 구걸인의 암호 안내서
1. 가난하고 환영받지 못하며 불쾌한 사람들. 2. 위험. 3. 감옥 조심. 4. 아무것도 없음. 5. 음식. 6. 협박으로 무엇이든 얻을 수 있음. 7. 집 사람들을 협박하지 말라. 8. 복수하다. 9. 포기할 수도 있음. 10. 개 조심. 11. 잔인한 주인. 12. 여기서 돈을 준다. 13. 남자들과 개들이 공격할 준비가 되어 있다. 14. 아이 또는 하인과 함께 혼자 있는 여자. 15. 불운한 이야기는 이득이 된다. 16. 자선이 주어진다. 17. 고집하면 포기할 것이다. 18. 종교 이야기

호보가 존재하기 시작한 거의 초창기인 1870년대부터 그들이 암호화된 "호보 표식" 시스템으로 서로 소통했다고 보고되었다. 이 표식은 중요한 지역 정보를 은밀하게 미래의 호보들에게 알리기 위해 눈에 띄거나 관련 있는 장소에 분필로 그려졌다. 이 기호들의 많은 목록이 작성되었다. 몇 가지 기호는 다음과 같다.
- 손 모양의 삼각형은 집주인이 총을 가지고 있음을 의미한다.[19]
- 수평 지그재그는 짖는 개를 의미한다.[20]
- 두 개의 평행 화살표가 있는 원은 "빨리 나가라"는 의미로, 해당 지역에서 호보를 환영하지 않음을 뜻한다.[20]
- 고양이는 친절한 여인이 이곳에 살고 있음을 의미한다.[20]

이러한 상징을 사용하는 호보에 대한 보고는 대공황 내내 신문과 대중 서적에 나타났으며, 존 호지먼의 책 《내 전문 분야》에서 당대 신문에서 발견된 표식과 호지먼이 고안한 기발한 표식들을 나열하는 호보 표식 섹션을 다루는 등 미국 대중문화에 계속해서 등장하고 있다. 또한 자유 예술 및 기술 연구소는 2011년 7월에 QR 코드 스텐실러와 함께 QR 호보 코드를 공개했다. 호보 표식 전시는 미국 국립공원관리청이 운영하는 펜실베이니아주 스크랜턴의 스팀타운 국립 역사 유적지와 메릴랜드주 아나폴리스 정션의 국립 암호 박물관에 전시되었으며, 웨브스터 제3판 신국제 영어사전에는 "hobo" 항목에 호보 표식 목록이 실려 있다.

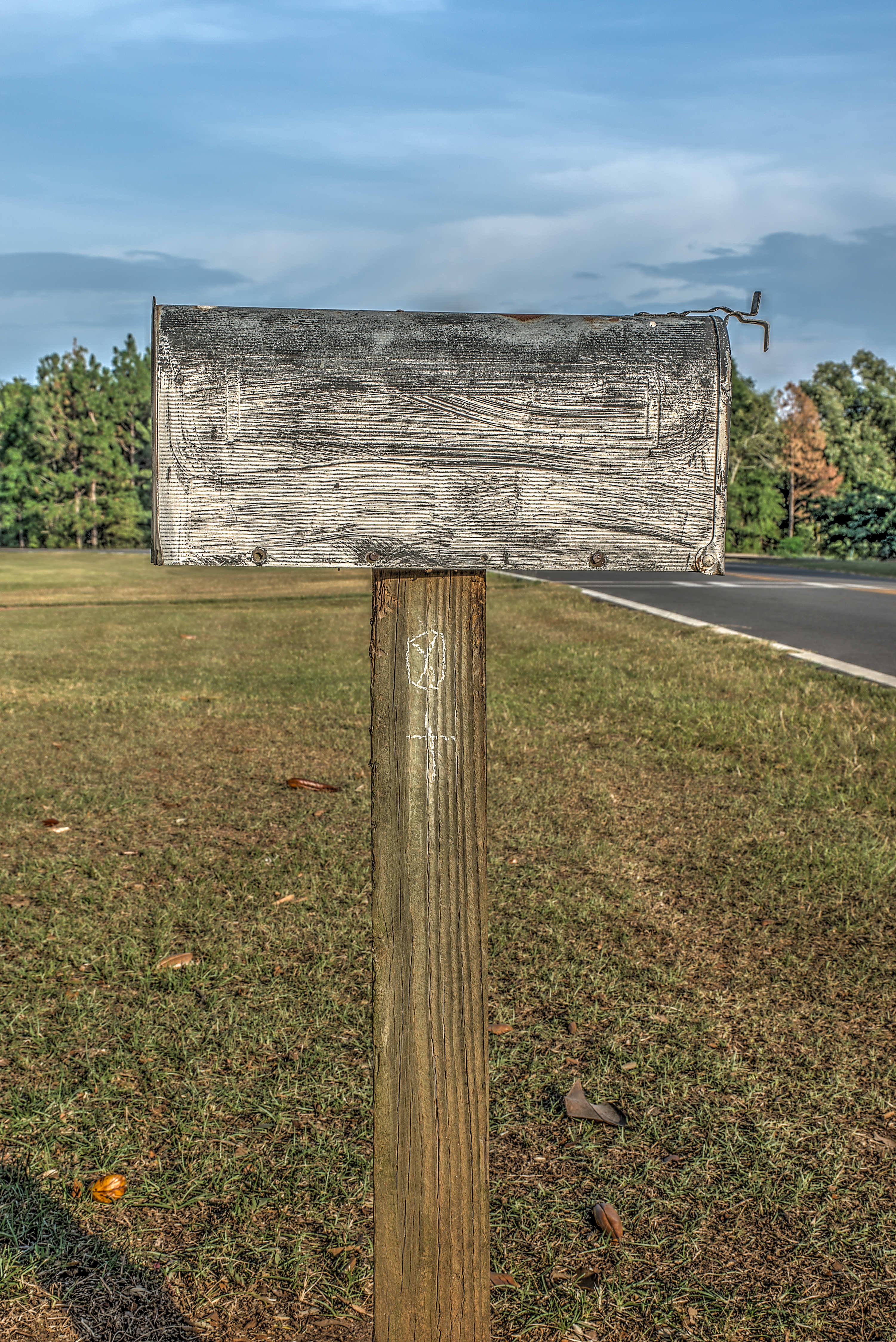
지미 카터 국립 역사 공원의 우편함. 기둥에 있는 기호는 대공황 시대에 호보들이 원래 그린 것이다.

겉보기에는 강력한 인증 기록에도 불구하고, 호보 표식이 실제로 호보에 의해 실용적으로 사용되었는지에 대한 의구심이 있다. 그것들은 단순히 호보가 이름을 얻은 직후 호보를 둘러싼 민속을 더하기 위해 작가 또는 작가들에 의해 일찍이 발명된 것이거나, 때때로 호보 자신들의 협조를 받아 수년 동안 다른 사람들에 의해 영속되고 장식된 것일 수도 있다. 표식이 가장 많이 사용되었다고 보고된 시기(1870년대부터 대공황까지)의 여러 호보들은 실제로 그것들이 "대중적 환상" 또는 "조작"이라고 주장했다. 넬스 앤더슨은 직접 호보 생활을 하고 시카고 대학교 석사 논문을 위해 호보들을 광범위하게 연구했는데, 1932년에 다음과 같이 썼다.
이 책 [고드프리 어윈의 1931년 아메리칸 트램프와 언더월드 슬랭]의 또 다른 장점은 저자가 너무나 많은 교수들이 믿는 것처럼 미국 트램프들이 수신호를 가지고 있다는 허구에 동의하지 않았다는 것이다.
 호보 생활 초기 및 전성기(1870년대부터 대공황까지)에 신문들이 호보들이 이러한 표식을 남기는 사진과 그림을 인쇄했지만, 이는 이야기에 색을 더하기 위해 연출된 것일 수 있다.

그럼에도 불구하고, 호보들이 '모니커'(때로는 '모니카') 형태의 그래피티를 사용하여 소통했다는 것은 확실하다. 이는 일반적으로 단순히 길의 이름(모니커), 날짜, 그리고 호보가 당시 향하고 있던 방향으로 구성되었다. 이것은 다른 호보들이 볼 수 있는 눈에 띄는 장소에 쓰여졌다. 잭 런던은 자신의 호보 시절을 회상하며 다음과 같이 썼다.
물탱크는 트램프들의 안내서이다. 트램프들은 게으른 방탕함으로 자신의 모니카, 날짜, 경로를 새기는 것이 아니다. 나는 종종 "그런" 또는 "그런" "딱딱한 사람" 또는 그의 모니카를 본 적이 있는지 진지하게 묻는 호보들을 만났다. 그리고 한두 번이 아니라, 나는 최근 날짜의 모니카, 물탱크, 그리고 그가 당시 향하고 있던 방향을 알려줄 수 있었다. 그리고 그 정보를 얻은 호보는 즉시 그의 친구를 찾아 나섰다. 나는 친구를 잡으려고 대륙을 가로질러 다시 돌아왔고, 여전히 가고 있는 호보들을 만났다.
모니커의 사용은 오늘날까지 지속되고 있지만, 휴대전화의 등장 이후 모니커는 단순히 기차나 장소에 "태그"를 달기 위해 더 자주 사용된다. 일부 모니커 작가들은 기차에 광범위하게 태그를 달았다. 1970년대와 80년대에 보조 텍시노라는 이름으로 태그를 달았던 한 사람은 한 해 동안("내가 과하게 했을 때") 30,000개가 넘는 기차에 표시를 했다고 추정했다. 그러나 모든 모니커 작가(또는 "박스카 예술가")가 호보는 아니다. 보조 텍시노는 사실 철도에서 일했지만, "A No. 1"과 "팜 트리 허비"와 같은 다른 사람들은 트램프나 호보로서 기차를 탔다.

### 윤리 강령
호보 문화는 비록 당시의 주류 미국 문화와 항상 많은 접촉점을 가지고 있었지만, 항상 어느 정도 분리되고 독특했으며, 다른 문화적 규범을 가지고 있었다. 호보 문화의 윤리는 항상 주류 문화의 불승인 대상이 되어 왔다. 예를 들어, 호보 생활의 필수적인 부분인 화물 열차 무임승차는 미국에서 항상 불법이었다. 그럼에도 불구하고, 호보 문화의 윤리는 상당히 일관성 있고 내적으로 일치한다고 볼 수 있는데, 적어도 어떤 문화의 다양한 개개인들이 동일한 윤리적 기준을 유지하는 한 그렇다. 즉, 호보 윤리의 완전한 목록화를 시도하는 것은 호보들과 그들의 세계관의 다양성 때문에 어느 정도 실패할 수밖에 없다. 이러한 어려움에도 불구하고 호보 자신들이 이러한 시도를 막지는 못했다. 윤리 강령은 1889년 전국 호보 대회에서 관광 연합 #63(유니언 회원에게는 적용되지 않는 부랑자 방지법을 피하기 위해 1800년대 중반에 창설된 호보 연합)에 의해 만들어졌다.
1. 자신의 삶을 결정하라. 다른 사람이 당신을 통제하거나 지배하게 두지 말라.
2. 마을에 있을 때는 항상 지역 법과 공무원을 존중하고, 항상 신사적인 태도를 유지하라.
3. 취약한 상황에 있는 사람, 현지인 또는 다른 호보를 이용하지 말라.
4. 항상 일자리를 찾으려 노력하라. 일시적인 일이라도 좋고, 아무도 원하지 않는 일을 찾으라. 그렇게 하면 사업을 돕는 동시에, 다시 그 마을로 돌아갈 경우 고용이 보장될 것이다.
5. 고용이 불가능할 때는 공예 재능을 활용하여 스스로 일자리를 만들라.
6. 바보 같은 취객이 되어 다른 호보에 대한 현지인들의 대우에 나쁜 본보기가 되지 말라.
7. 마을에서 정글에 있을 때는 구호품을 존중하고 낭비하지 말라. 당신만큼이나, 어쩌면 당신보다 더 절실하게 필요로 할 다른 호보가 올 것이다.
8. 항상 자연을 존중하라. 야영하는 곳에 쓰레기를 남기지 말라.
9. 지역 정글에 있을 때는 항상 참여하고 도우라.
10. 깨끗하게 지내려 노력하고, 가능한 한 어디서든 삶아라.
11. 여행할 때는 기차를 존중하며 타라. 개인적인 위험을 감수하지 말라. 승무원이나 호스트 철도에 문제를 일으키지 말라. 추가 승무원처럼 행동하라.
12. 기차역에서 문제를 일으키지 말라. 그 역을 통해 지나가야 할 다른 호보가 올 것이다.
13. 다른 호보가 아이들을 성추행하도록 내버려 두지 말라. 모든 성추행범을 당국에 고발하라 – 그들은 어떤 사회든 오염시키는 최악의 쓰레기이다.
14. 모든 가출 아이들을 돕고, 집으로 돌아가도록 설득하라.
15. 필요할 때 언제 어디서든 동료 호보들을 도우라. 언젠가 당신도 그들의 도움이 필요할 수 있다.
16. 호보 법정에 출석하여 증언할 것이 있다면 증언하라. 피고인을 지지하든 반대하든, 당신의 목소리는 중요하다!

## 컨벤션

### 일반
매년 미국 전역에서 수많은 호보 컨벤션이 열린다. 호보 컨벤션의 덧없는 방식은 주로 주최자의 자원에 따라 달라진다. 일부 컨벤션은 철도 컨벤션 또는 "철도의 날"의 일부이다. 다른 것들은 오랜 호보들이 주최하는 준사적인 행사이며, 또 다른 것들은 주요 강을 따라 버려진 채석장과 같은 사유지에서 은밀히 열린다.
대부분의 비주류 컨벤션은 현재 또는 역사적인 철도역에서 개최된다. 가장 주목할 만한 것은 아이오와주 브릿에서 열리는 전국 호보 컨벤션이다. 이 도시는 1900년에 처음 컨벤션을 개최했지만, 33년간 중단되었다. 1934년부터 이 컨벤션은 매년 8월 둘째 주말에 브릿에서 개최되고 있다.

## 유명 인물

### 유명한 호보
- 잭 블랙, 《유 캔트 윈》(1926) 저자 OCLC 238829961
- 모리스 W. 그레이엄, 일명 "스팀 트레인 모리"
- 조 힐
- 레온 레이 리빙스턴, 일명 "A No.1"
- 해리 매클린톡
- 유타 필립스
- 로버트 조셉 실베리아 주니어, 일명 "사이드트랙", 34명의 희생자를 낸 연쇄 살인범.
- 티본 슬림
- 베르타 톰슨, 일명 "박스카 베르타", 실제로 존재했던 인물로 널리 알려져 있다. 《길 위의 자매들》은 벤 레이트먼이 집필했으며 자서전으로 발표되었다.
- 짐 털리, 1928년부터 1945년까지 여러 펄프 소설을 집필한 작가.
- 스티븐 진 볼드, 일명 "씨식 스티브"

### 호보 생활을 한 유명인사
- P.D.S., 미국 심리학자, 사진작가, 호보 역사가
- 넬스 앤더슨, 미국 사회학자
- 라울 헥토르 카스트로, 멕시코계 미국인 정치인, 외교관, 판사[33]
- 랠프 채플린, 노동가 "솔리다리티 포에버"의 작가
- 이본 취나드
- 스톰핀 톰 코너스, 캐나다 가수, 작곡가
- 테드 코노버, 그의 책 《어디에도 굴러가지 않는다》를 연구하기 위해 철도를 탄 사회학자
- 윌리엄 헨리 데이비스, 웨일스 시인이자 트램프 생활을 한 사람
- 잭 뎀프시
- 우 다말라카
- 로렌 아이즐리
- 우디 거스리, 미국 포크 음악가
- 제임스 이즈 하우, 부유한 지역사회 조직가
- 알프레드 E. 요한([[:de:{{{3}}}|독일어판]]), 독일 모험가이자 소설가
- 해리 켐프, 미국 시인이자 산문 작가
- 잭 케루악, 미국 작가
- 루이 라모르[34]
- 잭 런던, 미국 작가
- 크리스토퍼 매캔들리스, 미국 모험가로 때때로 자신을 "알렉산더 슈퍼트램프"라고 칭했다
- 로버트 미첨
- 프레더릭 니벤, 캐나다 작가[35]
- 밥 놀런, 가수 겸 작곡가.[36]
- 조지 오웰, 영국 작가[37]
- 존 패트릭
- 해리 파치
- 알 퍼디
- 벤 레이트먼, 아나키스트이자 의사
- 칼 샌드버그
- 에밀 시트카
- 필립 태프트, 노동 역사가
- 마이크 브로디, 사진작가.
- 데이브 반 롱크[38]
- 데일 워서맨[39]

## 대중 문화에서
틀:인기 있는 문화

### 서적
- 《모든 기묘한 시간들: 한 삶의 발굴》, 로렌 아이즐리, 1975. ISBN 978-0803267411
- 《네덜란드 호보의 미국 여행 1923–1926》, 제라드 리프랑([[:nl:{{{3}}}|네덜란드어판]]), 1984, ISBN 978-0813808888.[40]
- 《청소년 번영의 시대》(2013), 마이크 브로디, ISBN 978-1936611027
- 《내 전문 분야》, 존 호지먼 - 호보에 대한 긴 섹션이 포함된 유머 서적, 700개의 호보 이름 목록을 포함하며 전체 목록을 그림으로 표현하려는 온라인 노력을 촉발했다.
- 《슈퍼 트램프의 자서전》, 윌리엄 헨리 데이비스, 1908
- 《바닥 개들》, 에드워드 달버그
- 《인생의 거지들》, (1924), 짐 털리
- 《회피》, 익명
- 《잭 런던과 함께 해안에서 해안까지》, "A-No.-1" (레온 레이 리빙스턴)
- 《호보》, 에디 조 코튼, 2002. ISBN 978-0609607381
- 《호보 – 노숙자의 사회학》, 넬스 앤더슨, 1923.
- 《엉겅퀴 꽃》, 윌리엄 케네디, 1983. 퓰리처상 픽션 부문 수상작이자 1987년 영화로도 각색되었다(아래 참조).
- 《밀림》, 업턴 싱클레어의 작품으로, 주인공 저지스 루드커스가 시카고에서 가족을 버리고 한동안 호보가 되는 부분이 포함되어 있다.
- 《외로운 여행자》, 잭 케루악 ("사라져가는 아메리칸 호보")
- 《에드워드 툴레인의 신비한 여행》, 케이트 디커밀로
- 《입막음, 술꾼, 그리고 착한 불량배들》, 조 콜먼
- 《생쥐와 인간》, 존 스타인벡
- 《길 위에서》, 잭 케루악
- 《한 번 더 기차를 타다: 현대 미국 호보들의 지하 세계》, 클리포드 윌리엄스.
- 《방랑하는 소년: 스티브 호이트의 편지》, 대니얼 린 편집 및 해설, ISBN 0-9632912-9-7, 에코디자인스 노스웨스트 출판사
- 《대공황 시기의 기차 타기: 이동하는 십대들》[41], 에롤 링컨 위스, (루틀리지, 2003) ISBN 978-0415945752
- 《어디든 가는 길》, 윌리엄 T. 볼만, 2008. ISBN 978-0061256752
- 《길》(1907), 잭 런던
- 《어디에도 굴러가지 않는다: 미국 호보들과 함께 철도를 타다》, 테드 코노버 - 페이퍼백: 304쪽, 출판사: 빈티지 (2001), ISBN 0375727868
- 《길 위의 자매: 바바라 허시의 공황 시대의 자서전》 - (박스카 베르타가 벤 레이트먼에게 이야기한 대로)
- 《스텀프타운 키드》, 캐럴 고먼과 론 J. 핀리
- 《삶을 떠돌며》(1922)와 《더 많은 마일》(1926), 해리 켐프
- 《트램프와 함께 떠돌며》(1899), 조시아 플린트
- 《기다리는 것 없음》, 톰 크로머
- 《와일드 허니》(1927), 프레더릭 니벤
- 《유 캔트 윈》, 잭 블랙
- 《동양의 양키 호보》(1943), 존 패트릭
- 《파리와 런던의 밑바닥 생활》, 조지 오웰

### 만화
- 《변장한 왕들》(1988), 제임스 밴스와 댄 버
- 《크게 웃는 고양이들》, 애덤 코포드의 웹 만화로, 의인화된 두 마리 고양이가 호보로 등장한다.
- 마블 코믹스의 어벤저이자 궁술의 달인인 호크아이는 맷 프랙션과 다비드 아하의 2012년 캐릭터 연재에서 호보 코드를 알고 읽을 수 있다.
- USA 코믹스 #2(1941)는 경찰관 팻 머피가 범죄와 싸우기 위해 말 잘하는 호보인 챈시 스로틀보텀 3세라는 가명으로 변신하는 배가본드를 소개했다.
- USA 코믹스 #5(1941)에는 부치 브로건이라는 캐릭터가 '싸움꾼 호보'라는 별명으로 등장하여 "개 도둑들"에서 납치된 강아지를 구하는 데 도움을 준다.
- 테일스핀 만화 《긴 귀향》은 키트 클라우드키커가 돈 카니지 밑에서 일하기 전 호보였다는 사실을 밝힌다.

### 다큐멘터리
- 《호보》(1992), 존 T. 데이비스 감독의 다큐멘터리로, 미국을 여행하는 호보의 삶을 따라간다.
- 아메리칸 익스피리언스, 《철도 타기》(1999), 렉시 러블과 마이클 위스가 제작하고 리처드 토머스가 내레이션한 PBS 다큐멘터리로, 대공황 시기 호보들의 이야기를 다루며, 당시 철도를 탔던 사람들의 인터뷰를 담고 있다.
- 《아메리칸 호보》(2003), 어니스트 보그나인이 내레이션하고 멀 해거드와 제임스 미치너의 인터뷰가 담긴 다큐멘터리.
- 《인간 경험》(2008), 찰스 키낸 감독의 다큐멘터리. 첫 번째 경험은 제프리와 그의 형 클리포드가 뉴욕 시 거리로 가서 기록상 가장 추운 겨울 중 하나에 일주일 동안 노숙자들과 함께 사는 것을 따라간다. 이 형제는 노숙자 동료들 사이에서 희망과 동지애를 찾으며, 거리에서 살아남는 법을 배운다.

### 가상의 인물
호보를 기반으로 한 캐릭터의 예:
- 찰리 채플린의 "작은 떠돌이"
- 에미트 켈리의 "지친 윌리"
- 레드 스켈턴의 "프레디 더 프리로더"
- "바그다드, 호보 탐정", 펄프 잡지 포퓰러 디텍티브(1937 & 1938)에 실렸다.[42][43]

### 영화

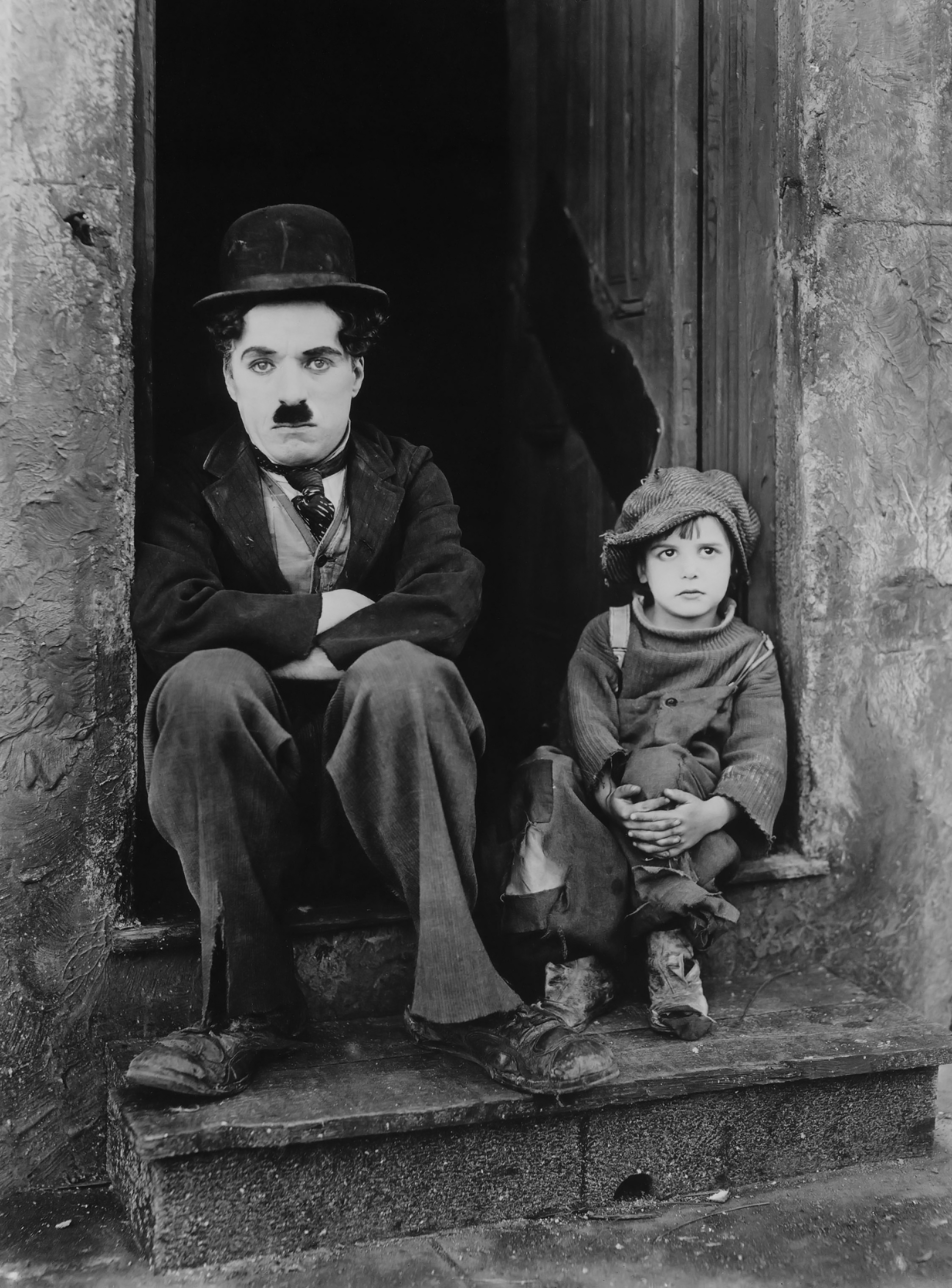
1921년 《키드》에서 찰리 채플린과 재키 쿠건

- 《서커스》(1928), 찰리 채플린 감독.
- 《인생의 거지들》(1928), 윌리엄 A. 웰먼 감독.
- 《시티 라이트》(1931), 찰리 채플린 감독.
- 《17번지》(1932), 앨프리드 히치콕 감독.
- 《길의 와일드 보이즈》(1933), 윌리엄 A. 웰먼 감독.
- 《시티 리미츠》(1934), 윌리엄 나이 감독.
- 《모던 타임스》(1936), 찰리 채플린 감독.
- 《아버지는 나간다》(1941), 진 야버러 감독.
- 《설리반의 여행》(1941), 프레스턴 스터지스 감독.
- 《잭 런던》(1943), 알프레드 산텔 감독의 전기 영화.
- 《5번가에서 일어난 일》(1947), 로이 델 루트 감독.
- 《조 힐》(1971), 보 비데르베리 감독.
- 《박스카 베르타》(1972), 마틴 스코세이지 감독 및 바버라 허시 주연 (섹시한 호보 소녀로 대공황 시대를 배경).
- 《북극의 제왕》(1973), 로버트 알드리치 감독. 잭 런던의 《길》을 느슨하게 기반으로 함.
- 《투쟁의 그늘》(1975), 월터 힐 감독 (그의 감독 데뷔작) 및 찰스 브론슨 주연 (호보에서 길거리 싸움꾼으로 변신).
- 《10억 달러 호보》(1977), 팀 콘웨이와 윌 기어 주연.
- 《피위의 대모험》(1985), 피위 허먼 주연, 팀 버튼 감독. 피위는 알라모로 가는 길에 화물 열차를 타고 호보 잭을 만난다.
- 《방랑자》(1985) (프랑스어 제목: Sans Toit Ni Loi), 아녜스 바르다 감독, 플래시백과 그녀를 만난 사람들의 인터뷰를 통해 여행하는 여성의 때 이른 죽음을 이야기한다.
- 《머나먼 시애틀》(1985), 메러디스 샐린저 주연 (아버지를 찾기 위해 철도를 타는 어린 소녀).
- 《엉겅퀴 꽃》(1987), 헥터 바벤코 감독, 퓰리처상을 수상한 장편 소설을 원작으로 하며, 각본 또한 윌리엄 케네디가 썼다.
- 《추락한 백만장자》(1991), 멜 브룩스 감독 및 주연.
- 《크리스마스에 기적을 만날 확률》(2003), 곤 사토시 감독의 일본의 애니메이션.
- 《인투 더 와일드》(2007), 숀 펜 감독, 존 크라카우어의 크리스토퍼 매캔들리스에 대한 논픽션 책을 기반으로 함.
- 《더 챔프: 분노의 주먹》(2007), 새뮤얼 L. 잭슨과 조시 하트넷 주연, 로드 루리 감독.
- 《키트 키트리지: 아메리칸 걸》(2008).
- 《호보 위드 어 숏건》(2011), 제이슨 아이세너 감독, 존 데이비스 각본의 착취 영화, 루트거 하우어가 자경단 호보로 출연.
- 《머펫 대소동》(2011), 이 영화에는 호보 조 (잭 갤리퍼내키스 연기)와 몇몇 왓낫 호보 캐릭터가 등장한다. 그들은 나중에 속편인 《머펫 모스트 원티드》(2014)에도 출연했다.
- 《맨 오브 스틸》(2013)은 클라크 켄트가 궁극적으로 슈퍼맨의 지위를 얻고 데일리 플래닛에서 기자로 일하기 전까지 노숙하는 이동 노동자로 살아가는 모습을 묘사한다.
- 《노매드랜드》(2020), 클로이 자오 감독.
- 많은 애니메이션 만화는 호보를 주연 또는 조연 캐릭터로 묘사하며, 기차 여행, 분들을 들고 다니거나 호보들과 함께 있는 것과 같은 호보 관련 활동을 보여준다. 예를 들어, 워너 브라더스의 《박스카 블루스》(1930)와 보스코, 《호보 가제트 밴드》(1939), MGM의 《헨페크드 호보스》(1946)와 조지 앤 주니어의 첫 등장, 《마우스 렉커스》(1948), 《8볼 버니》(1950)와 벅스 버니, 그리고 《이스터 버니가 마을에 온다》(1977).

### 음악

#### 아티스트
호보 노래로 유명한 음악가로는 팀 배리, 베이비 그램프스, 레일로드 어스, 해리 매클린톡, 램블린 잭 엘리엇, 유타 필립스, 지미 로저스, 씨식 스티브, 그리고 박스카 윌리가 있다.

#### 노래
호보 노래의 예시는 다음과 같다.
- 조니 캐시의 "Ain’t Gonna Hobo No More"
- 문도그의 "Be a Hobo"
- 해리 매클린톡의 "빅 록 캔디 산", 벌 아이브스, 톰 웨이츠, 리사 롭, 베이비 그램프스, 더 리스타츠, 해리 딘 스탠턴 등 다양한 아티스트가 녹음
- 팀 배리의 "Driver Pull"
- 해리 매클린톡, 알 졸슨 등이 녹음한 "할렐루야, 난 부랑자야"
- 우디 거스리의 "Hard Travelin'"
- 픽시스의 "히어 컴스 유어 맨", 캘리포니아에서 기차를 타고 여행하다 지진으로 죽는 호보들에 대한 노래[44]
- 화이트스네이크의 "히어 아이 고 어게인", "Like a hobo I was born to walk alone"이라는 가사가 나중에 "like a drifter"로 변경됨
- 핵컨소 보이즈의 "Hobo"
- 시스코 휴스턴이 부른 "Hobo Bill", "I Ain't Got No Home", "Mysteries of a Hobo's Life"
- 지미 로저스의 "Hobo Bill's Last Ride",[45] 맨프레드 맨스 어스 밴드도 녹음
- 존 리 후커의 "Hobo Blues"와 "The Hobo"
- 캡틴 비프하트의 "Hobo Chang Ba"
- 올리버 넬슨의 "Hobo Flats"
- 카운트 베이시의 "Hobo Flats"
- 더 밴드의 "Hobo Jungle"
- 웨일의 "Hobo Humpin' Slobo Babe"
- 레너드 스키너드의 "Hobo Kinda Man"
- 루이 암스트롱의 "Hobo, You Can't Ride This Train"
- 멀 해거드의 "The Hobo"
- 존 프라인의 "The Hobo Song", 조니 캐시도 커버
- 잭 보너스의 "The Hobo Song", 제리 가르시아의 블루그래스 그룹 올드 & 인 더 웨이도 녹음
- 케빈 로스의 "The Hobo Song", 샤이닝 타임 스테이션의 크리스마스 특별 방송, 'Tis a Gift'에서.
- 괴벨 리브스의 "호보의 자장가"(일명 "Weary Hobo"), 우디 거스리, 알로 거스리, 에밀루 해리스, 피트 시거, 킹스턴 트리오, 램블린 잭 엘리엇 등 다양한 아티스트가 녹음
- 지미 로저스의 "Hobo's Meditation", 린다 론스태트가 앨범 《트리오》에서 녹음
- 섀넌 라이트의 "Hobos on Parade"
- 돈 맥클린의 "Homeless Brother"
- 스티븐 말크무스의 "Hopscotch Willie"
- 밥 딜런의 "나는 외로운 호보", "Only a Hobo", "Ramblin' Gamblin' Willie"
- 멀 해거드의 "난 내가 어떤 사람인지 자랑스러워"
- 로버트 헌터와 밥 위어의 "잭 스트로"
- 작곡가 개빈 브라이어스가 런던 거리에서 노래하는 호보를 녹음한 "예수님의 피는 날 결코 실망시키지 않았다"
- 로저 밀러의 "로드의 왕"
- 아서 킬란더의 "Kulkurin Valssi" (호보 왈츠)
- 히스키 살로마의 "Lännen lokari" (서부 벌목공)
- 메리 거티어의 "Last of the Hobo Kings"
- 찰리 윈스턴의 "라이크 어 호보"
- 프레드 이글스미스의 "Mary Lane"
- 팀 버클리의 "Morning Glory", 가사는 래리 베킷
- 제임스 테일러의 "My Traveling Star"
- 앤디 어바인의 "Never Tire of the Road"
- 캡틴 비프하트의 "Orange Claw Hammer", "I'm on the bum where the hobos run, the air breaks with filthy chatter"라는 가사가 포함되어 있다.
- 폴 사이먼의 "Papa Hobo"와 "Hobo's Blues"
- 행크 윌리엄스 시니어의 "램블린 맨"
- 앤디 어바인의 "Sergeant Small"
- 랄프 맥텔의 "런던의 거리"
- 지미 로저스의 "Waiting for a Train"[46]
- 밥 놀런의 "Way Out There", 선스 오브 더 파이어니어스가 녹음
- 카터 패밀리의 "Western Hobo"

### 무대
- 《호보의 왕》(2014), 뉴욕 시 이머징 아티스트 극장에서 초연된 1인 뮤지컬로, 생전에 "억만장자 호보"로 알려졌던 제임스 이즈 하우의 죽음을 중심으로 전개된다.[47]

### 텔레비전
- 《매드맨》(시즌 1), 에피소드 8, "호보 코드"(2007)
- 《신기한 스쿨버스》 특별편, 할로윈, 릴리 톰린의 캐릭터 "아치볼드 돈틀리스"가 등장한다.[48]
- 《리틀리스트 호보》: 떠돌이 개의 호보 생활을 다룬 래시 같은 장기 방영 프랜차이즈
- 《심슨 가족》 에피소드 "노인과 열쇠"에서 할아버지는 바트에게 호보 상징을 설명한다. 다른 에피소드에서는 심슨 가족이 스폰지 목욕을 대가로 미국 민담을 들려주는 호보를 만난다.
- 《셰임리스》(시즌 9), 에피소드 10, 11. 프랭크 갤러거가 시카고에서 최고의 호보를 찾는 호보 대회에 참가한다.
- 《리처》(시즌 1), 에피소드 2. 리처는 자신이 부랑자가 아니라 호보라고 주장한다.
- 《머독 미스터리》(시즌 16), 에피소드 17 "신사 존스의 발라드"(2023). 머독은 1910년 토론토에서 벌어진 호보 연쇄 살인 사건을 조사한다. 크랩트리와 와츠는 살인범을 찾기 위해 호보 행세를 한다.

## 같이 보기
- 프레이트 트레인 라이더스 오브 아메리카, 베트남 참전 용사들이 조직한 불량 화물 열차 탑승자 갱단
- 거터 펑크
- 호보 (글꼴), 1910년 아메리칸 타입 파운더스를 위해 모리스 풀러 벤튼이 디자인
- 호보 니켈, 호보와 관련된 예술 형태
- 텍사스주 커비, "텍사스의 호보 수도"
- 스웨그맨, 호주의 대략적인 동의어
- 열차 서핑
- 워블리 은어, 세계산업노동자연맹의 은어

## 더 읽어보기
- 브래디, 조앤 (2005). "호보들, 새 왕과 왕비 선출". ABC 굿 모닝 아메리카, 토드 "광고인" 워터스의 전 호보 왕으로서의 마지막 여행과 광고인이 길에서 찍은 호보 슬라이드 쇼 포함.
- 배니스터, 매튜 (2006). "모리스 W. 그레이엄 '스팀 트레인', 89세로 사망한 미국 호보들의 대부". 라스트 워드. BBC 라디오. 매튜 배니스터는 동료 호보 왕 "광고인" 워터스와 뉴욕 타임스의 부고 편집자 빌 맥도널드와 이야기를 나눈다.
- 데이비스, 제이슨 (2007). "호보", 온 더 로드 30분 특집. KSTP 텔레비전. "광고인" 워터스가 딸을 데리고 첫 화물 열차에 탑승하는 이야기를 다룬다.
- Granade, S. Andrew (2014). 《Harry Partch, Hobo Composer》. University of Rochester Press. ISBN 978-1-580-46495-6.
- 하퍼, 더글러스 (2006) [1986]. "기차를 기다리며", 《좋은 회사: 떠돌이 생활》 발췌 ISBN 978-1594511844
- 존슨, L. 앤더슨. "노숙자를 위한 철도 타기." 뉴욕 타임스. 1983년 7월 12일, B3쪽, 3열. "광고인" 워터스의 Penny Route 이야기가 실려 있다.
- 오츠. "정글 불 주변 I, II & III". 1994, 1997, 2000. 여러 호보들과의 인터뷰: 그들이 어떻게 시작했는지, 그리고 여행과 고난.
- Rachlis, Kit (1981년 6월 9일). “Bum Rap: America's Outcasts Reach the End of the Road”. 《보스턴 피닉스》. 2024년 3월 30일에 확인함.
- "호보" 《시카고 백과사전》